# Белеет парус одинокий (фильм, 1937)
«Белеет парус одинокий» — художественный фильм, первая экранизация одноимённой повести В. П. Катаева.

## История
Написал сценарий и принимал активное участие в работе над фильмом сам автор повести — Валентин Катаев. Он утвердил кинопробы, ездил для уточнения мест съёмки в Одессу (ряд эпизодов снят на Карантинной (ныне — Юрия Олеши) улице), рассказывал о происшествиях, которым был очевидцем тридцать лет назад, в общем, являлся главным советчиком режиссёра.

## Сюжет
События, описанные в этом повести, разворачивались в Одессе в 1905 году, вскоре после подавления восстания на броненосце «Потёмкин». И в фильме эти реальные исторические события показаны через восприятие двух мальчиков — Пети и Гаврика. Вместе с ними зритель оказывается в самой гуще происходящего.

## В ролях
- Борис Рунге — Петя Бачей
- Игорь Бут — одесский рыбак Гаврик
- Фёдор Никитин — учитель Бачей, отец Пети
- Александр Мельников — Родион Жуков
- Александр Чекаевский — Терентий Черноиваненко
- Николай Плотников — усатый шпик
- Ольга Пыжова — мадам Стороженко
- Ирина Большакова — Павлик
- Светлана Прядилова — Мотя
- Иван Пельтцер — дед Гаврика
- Матвей Ляров — капитан
- Даниил Сагал — Илья Борисович
- Николай Свободин — хозяин тира
- Пётр Старковский — эпизод
- Георгий Тусузов — эпизод, дебют в кино
- Иван Любезнов — эпизод
- Владимир Лепко — эпизод

## Съёмочная группа
- Автор сценария: Валентин Катаев
- Режиссёр: Владимир Легошин
- Ассистент режиссёра: Александр Роу
- Оператор: Борис Монастырский
- Композитор: Михаил Раухвергер
- Художник: Владимир Каплуновский
- Звук: Николай Озорнов